# Реброво (Ленинградская область)
Ребро́во — деревня в Колчановском сельском поселении Волховского района Ленинградской области.

## История
Деревня Реброво упоминается на карте Санкт-Петербургской губернии А. М. Вильбрехта 1792 года.
На карте Санкт-Петербургской губернии Ф. Ф. Шуберта 1834 года обозначена деревня Реброво, состоящая из 29 крестьянских дворов.

РЕБРОВО — деревня принадлежит капитан-лейтенанту Мышецкому, число жителей по ревизии: 120 м. п., 120 ж. п.. (1838 год)

Деревня Реброво из 29 дворов отмечена на карте Ф. Ф. Шуберта 1844 года.

РЕБРОВО — деревня генерала Теляковского и наследников Петрашевских, по просёлочной дороге, число дворов — 30, число душ — 113 м. п. (1856 год)

РЕБРОВО — деревня владельческая при реке Сяси, число дворов — 31, число жителей: 102 м. п., 123 ж. п.; Часовня православная. (1862 год)

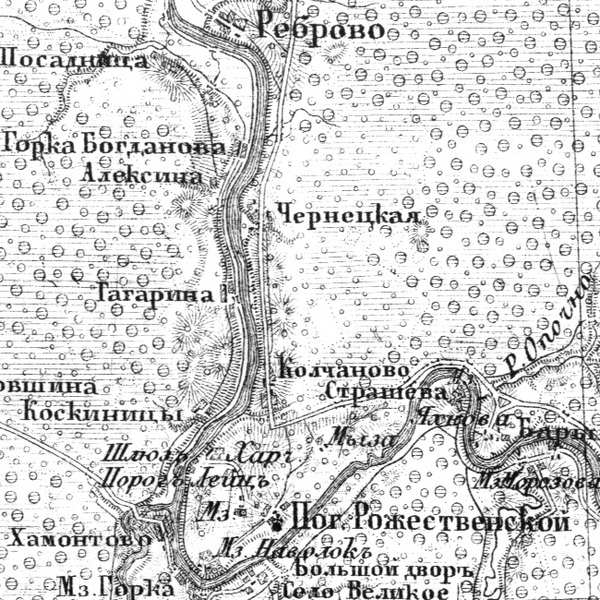
Деревня Реброво на карте Ф. Ф. Шуберта 1872 года

В 1878 году временнообязанные крестьяне деревни выкупили свои земельные наделы у А. З. Теляковского и стали собственниками земли.
Сборник Центрального статистического комитета описывал её так:

РЕБРОВА — деревня бывшая владельческая при реке Сяси, дворов — 46, жителей — 252; часовня, школа, 2 лавки, кожевенный завод. (1885 год)

Согласно материалам по статистике народного хозяйства Новоладожского уезда 1891 года, имение при селении Реброво площадью 734 десятины принадлежало местным крестьянам Е. и И. Кожевниковым, имение было приобретено в 1879 году за 2000 рублей.
В конце XIX — начале XX века деревня административно относилась к Хамонтовской волости 2-го стана Новоладожского уезда Санкт-Петербургской губернии.
По данным «Памятной книжки Санкт-Петербургской губернии» за 1905 год, деревня Реброво входила в Ребровское сельское общество.
С 1917 по 1927 год деревня Реброво входила в состав Ребровского сельсовета Колчановской волости Волховского уезда.
С 1927 года в составе Волховского района.
По данным 1933 года деревня Реброво являлась административным центром Реборовского сельсовета Волховского района, в который входили 8 населённых пунктов, деревни: Алексино, Богданова Гора, Гочарино, Любаевщина, Мелеци, Посадница, Реброво, Чернецкое, общей численностью населения 1604 человека.
По данным 1936 года в состав Ребровского сельсовета входили 9 населённых пунктов, 593 хозяйства и 8 колхозов.
В 1939 году население деревни Реброво составляло 569 человек.
С 1946 года в составе Новоладожского района.
С 1954 года в составе Алексинского сельсовета.
С 1960 года в составе Колчановского сельсовета.
В 1961 году население деревни Реброво составляло 411 человек.
С 1963 года в составе Волховского района.
По данным 1966, 1973 и 1990 годов деревня Реброво также входила в состав Колчановского сельсовета.
В 1997 году в деревне Реброво Колчановской волости проживали 92 человека, в 2002 году — 84 человека (русские — 96 %).
В 2007 году в деревне Реброво Колчановского СП — 54, в 2010 году — 74 человека.

## География
Деревня расположена в центральной части района на автодороге 41К-056 (Сясьстрой — Колчаново — Усадище).
Расстояние до административного центра поселения — 7 км.
Расстояние до ближайшей железнодорожной станции Колчаново — 2 км.
Деревня находится на правом берегу реки Сясь.

## Демография
| 1838 | 1862 | 1885 | 1997 | 2002 | 2007 | 2010 |
| ---- | ---- | ---- | ---- | ---- | ---- | ---- |
| 240  | ↘225 | ↗252 | ↘92  | ↘84  | ↘54  | ↗74  |
| 2013 | 2017 |      |      |      |      |      |
| ↘66  | ↘58  |      |      |      |      |      |

### Национальный состав
По данным Всероссийской переписи населения 2021 года в деревне проживали 57 человек, из них:
 русские — 52, украинцы — 2, татары — 1, другие национальности — 1, не указали национальность — 1 человек.

## Улицы
Луговая, Набережная, Полевая, Поляша, Северная, Центральная.